# Floribundaria sparsa
Floribundaria sparsa là một loài Rêu trong họ Meteoriaceae. Loài này được (Mitt.) Broth. mô tả khoa học đầu tiên năm 1906.